# 양희성
양희성(1976년 10월 6일 ~ )은 대한민국의 희극 배우이며 iTV <최양락 이봉원의 소문만복래>를 통해 타방송사 코미디 프로그램 진출을 했는데 본인(양희성)이 <소문만복래>를 통해 타방송사 코미디 프로그램 진출을 할 당시 같은 채널(iTV)에서 방영된 코믹드라마<러브 러브> 출연진 중 한 명이었던 이상미는 본인(양희성)의 KBS 공채 개그맨 선배 팽현숙의 탤런트 데뷔작인  SBS 《금잔화》에서 호흡을 맞췄고 이 작품에서 임문영 역을 맡았던 박지영의 KBS 진출작 《당신이 그리워질때》 집필자 이금림 작가는 본인(양희성)의 고등학교(전주여고) 선배이다.

## 경력
1996년 연극배우 첫 데뷔하였고 2000년 KBS 15기 공채 개그우먼으로 정식 데뷔하였다. 현재 소속사는 컬트 엔터테인먼트이다.

## 주요 출연작

### 영화
- 2005년 《바리바리 짱》 - 학부모들 역
- 2009년 《유감스러운 도시》 - 지화자 역

### 텔레비전 프로그램
- 《쇼! 행운열차》 (KBS)
- 《최양락 이봉원의 소문만복래》 (iTV)
- 《폭소클럽》 (KBS)
- 《하땅사》 (MBC)
- 《2009 대한늬우스》 - 4대강 살리기
- 《웃고 또 웃고》
- 《개그야》 (MBC)
- 《웃음을 찾는 사람들》 (SBS)
- 《개그콘서트》 (KBS)
- 《체험 삶의 현장》 (KBS)

### 라디오 프로그램
- 《양희성, 남도훈의 맛있는 수다》 (경인방송 iFM)
- 《노명호, 양희성의 시사자유구역]》 (경인방송 iFM)
- 《뉴스야 놀자》 (CBS 표준FM, 2008년)
- 《한창완, 양희성의 뉴스터치》 (MBC 표준FM)
- 《강석, 김혜영의 싱글벙글쇼》 (MBC 표준FM)
- 《이명희, 송정훈의 싱싱싱 - 목요일 싱싱반상회》 고정 (CBS 표준FM)